# (500541) 2012 UE25
(500541) 2012 UE25 es un asteroide perteneciente al cinturón de asteroides, descubierto el 26 de julio de 2011 por el equipo del Pan-STARRS desde el Observatorio de Haleakala, Hawái, Estados Unidos.

## Designación y nombre
Designado provisionalmente como 2012 UE25.

## Características orbitales
2012 UE25 está situado a una distancia media del Sol de 2,863 ua, pudiendo alejarse hasta 3,069 ua y acercarse hasta 2,658 ua. Su excentricidad es 0,071 y la inclinación orbital 9,754 grados. Emplea 1770,19 días en completar una órbita alrededor del Sol.

## Características físicas
La magnitud absoluta de 2012 UE25 es 16. 